# Reiner Gamma

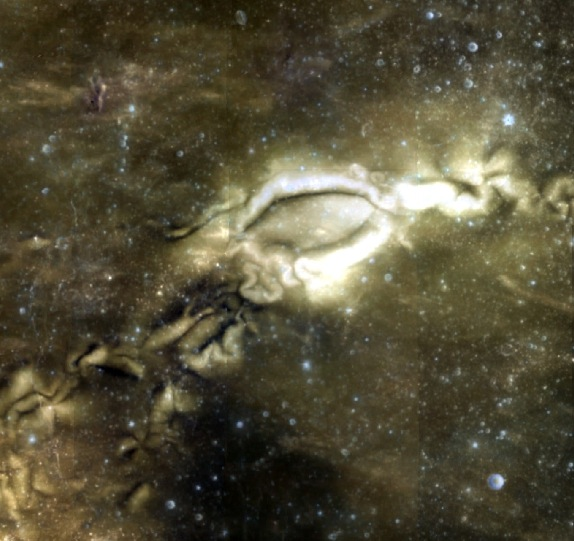
UV-VIS Imagen de albedo en color virtual del albedo de Reiner Gamma

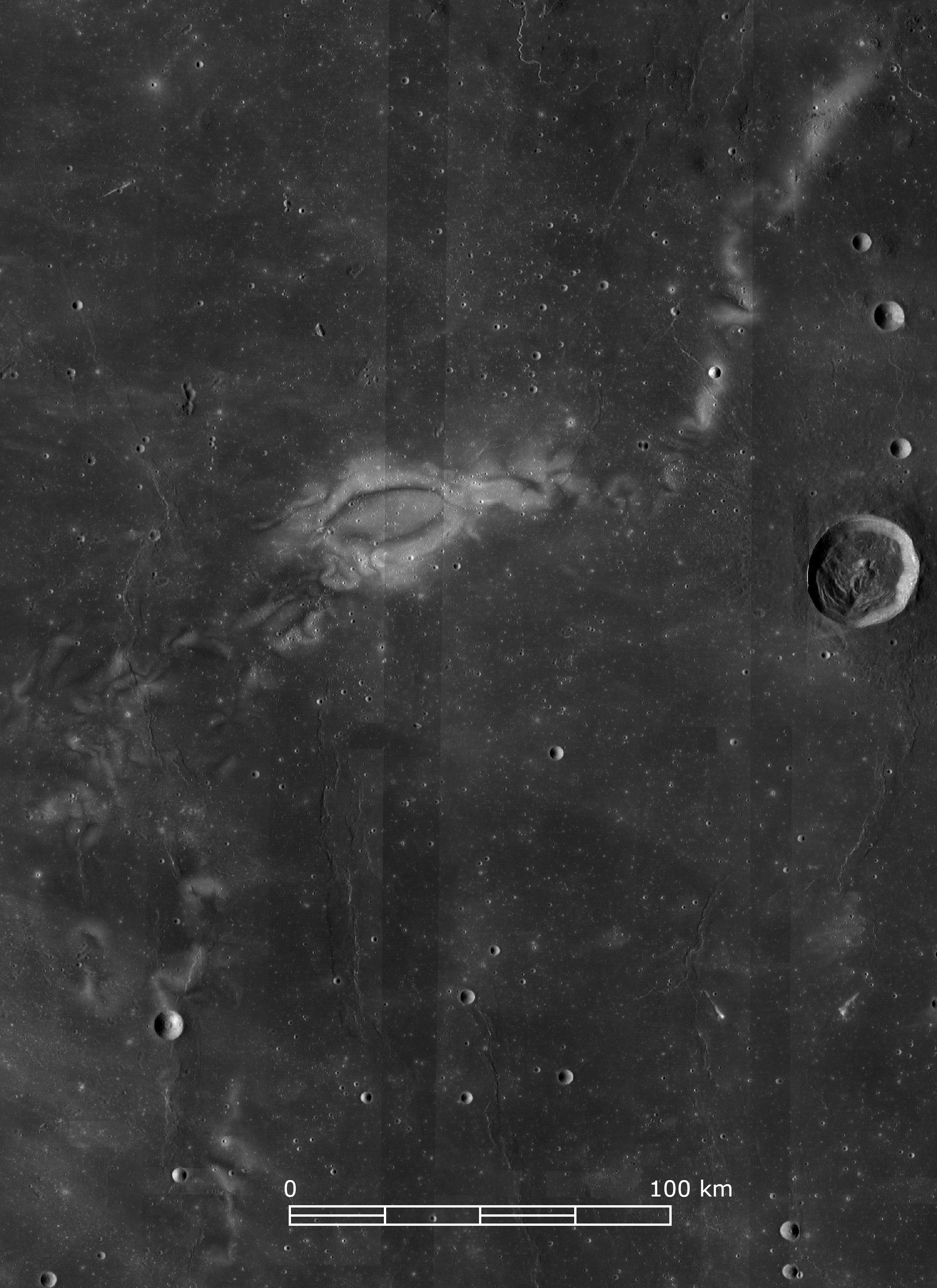
Lunar Reconnaissance Orbiter. Imagen de Reiner Gamma (cámara gran angular)

Reiner Gamma (γ) es un elemento morfológico y característica de albedo situado sobre la superficie de la Luna. Está localizado en el Oceanus Procellarum, al oeste del cráter Reiner. Su centro se halla en las coordenadas selenográficas 7°23′N 58°58′O / 7.39, -58.96. Tiene un tamaño total de aproximadamente 70 kilómetros. Presenta un albedo más alto que la superficie relativamente oscura del mare circundante, con un aspecto difuso, una distintiva configuración de remolino lunar y una forma ovalada concéntrica. Otros elementos de albedo característico relacionados con Reiner Gamma se localizan a través de la superficie lunar al este y suroeste, formando patrones con aspecto de bucle sobre el mare.
Hasta hace poco tiempo, el origen de Reiner Gamma ha sido un misterio. Episódicamente, no está asociado con ninguna otra irregularidad concreta de la superficie lunar. Recientemente, se descubrieron elementos similares en el Mare Ingenii y en el Mare Marginis por sondas en órbita. El remolino del Mare Ingenii está localizado en el punto opuesto lunar (antípoda) del centro del Mare Imbrium. Así mismo, el situado sobre el Mare Marginis es opuesto al punto central del Mare Orientale. Algunos científicos han opinado que los remolinos pueden ser el resultado de las energías sísmicas generadas por los impactos que crearon estos mares lunares. Desafortunadamente, en el caso de Rainer Gamma no existe tal formación de mare en la superficie opuesta de la Luna (a pesar de que el gran cráter Tsiolkovskiy se halla a un diámetro de distancia).
El elemento central de Reiner Gamma se asemeja al patrón que genera un imán al atraer limaduras de hierro dispuestas sobre un papel por debajo. Las naves espaciales de órbita baja han observado un campo magnético relativamente fuerte asociado con cada una de estas marcas de distinto albedo. También se ha especulado con que este campo magnético y los patrones pudieron ser creados por impactos cometarios. Aun así, la explicación definitiva todavía es incierta, aunque recientes estudios mediante modelización por ordenador parecen sostener esta última hipótesis de forma concluyente (ver: remolinos lunares).
La fuerza del campo magnético en Reiner Gamma es de aproximadamente 15 nT (medido a una altitud de 28 km). Esta es una de las más fuertes anomalías magnéticas localizadas en la Luna. La fuerza del campo de Rainer Gamma es suficiente para formar una mini-magnetosfera que abarca unos 360 km de la superficie, formando una gruesa región de 300 km de plasma donde los flujos de viento solar son desviados alrededor del campo. Dado que las partículas del viento solar son un conocido agente oscurecedor de la superficie lunar, el campo magnético en este lugar puede explicar la conservación de estas marcas de albedo característico.
En los primeros mapas lunares de Francesco Maria Grimaldi, Rainer Gamma era incorrectamente identificado como un cráter. Su colega Giovanni Riccioli por entonces lo denominó Galilaeus, en memoria de Galileo Galilei. El nombre fue posteriormente transferido al actual cráter Galilaei, situado al noroeste.

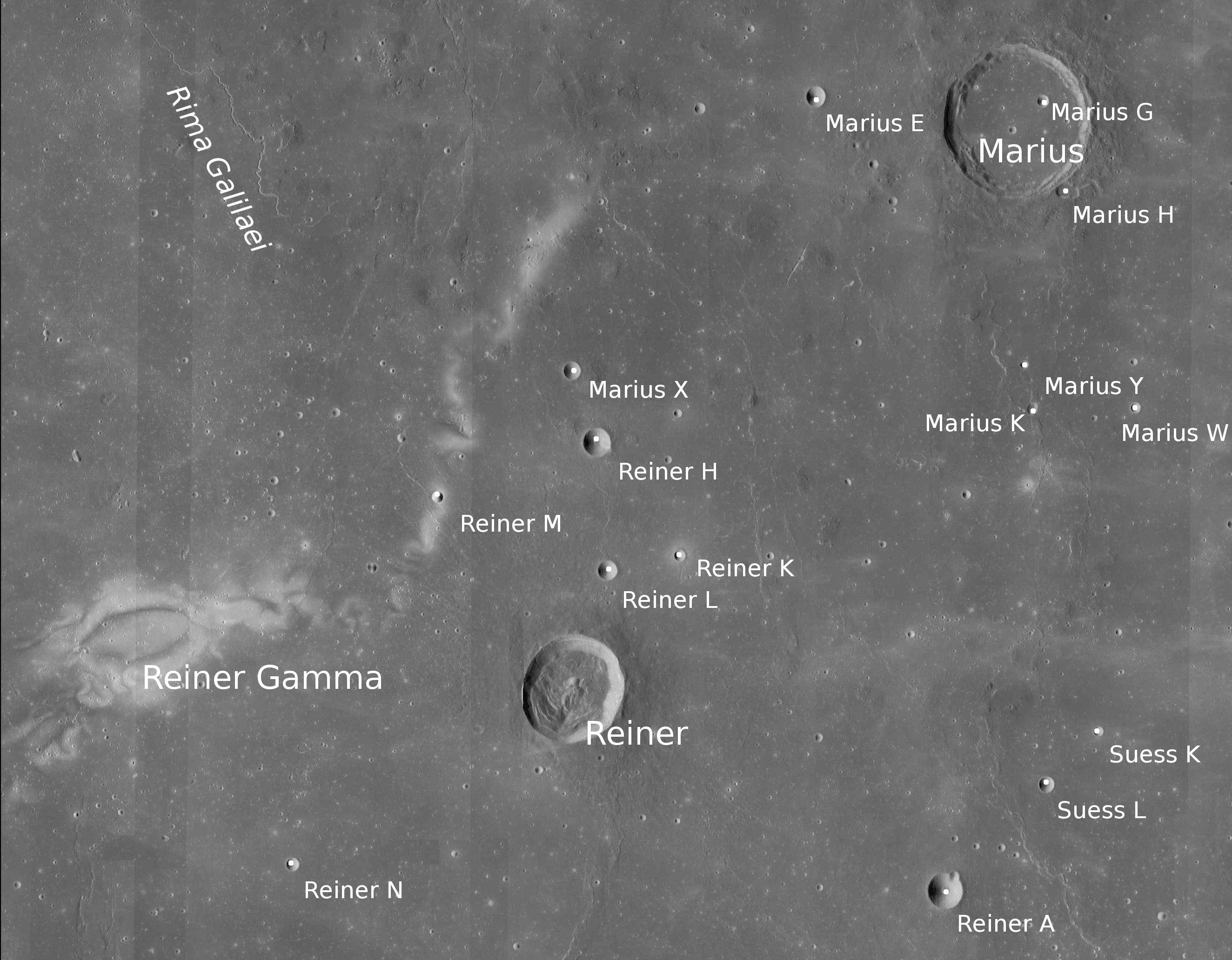
Zona de Reiner y Marius